# Jeff Louis
Jeff Louis, né le 8 août 1992 à Port-au-Prince, est un ancien footballeur international haïtien.

## Biographie
Jeff Louis est un jeune milieu prometteur du club français du Mans FC. Il possède un gabarit atypique, très petit et très technique, il possède néanmoins une lourde frappe de balle qui en fait une arme très puissante.
Il est titulaire pour la première fois de sa jeune carrière à Troyes pour la 35e journée, le 10 mai 2011, et il est l'auteur de la passe décisive pour le seul but du match. Il inscrit son premier but pro en ouvrant le score contre Laval pour sa deuxième titularisation ; juste avant, il avait vu le gardien détourner un coup franc ; ensuite, il trouve la transversale sur une frappe enroulée du gauche en deuxième mi-temps. En cette fin de saison 2010-2011, il compte trois passes décisives et un but pour 1657 minutes jouées.
Le 16 juillet 2012, Jeff Louis s'engage avec l'AS Nancy-Lorraine où il s'engage pour un contrat de trois ans. Il inscrit son premier but sous les couleurs de Nancy le 28 août 2013 dans un match de Coupe de la Ligue face à l'AC Arles-Avignon.

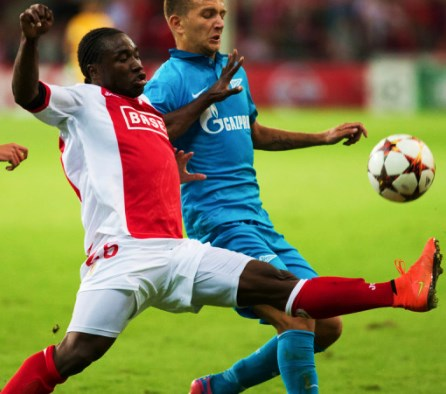
Louis avec le Standard de Liège en 2014.

Le retour de Pablo Correa lui donne un second souffle. Ce dernier lui accordant toute sa confiance, Louis se transcende, prend ses aises et devient décisif. En novembre 2013, il remporte le trophée UNFP de meilleur joueur de Ligue 2 avec 45 % des votes. Lors du match de championnat de Ligue 2 face au Havre le 3 février 2014, il inscrit le premier triplé de sa jeune carrière, ce qui permet à l'AS Nancy-Lorraine de remporter ce duel sur le score de 3-2. Inscrivant un doublé la semaine suivante contre le FC Tours, puis encore un but la semaine d'après, il est élu une seconde fois meilleur joueur UNFP, cette fois-ci pour le mois de février 2014. On retient également son but contre le SM Caen le 28 mars 2014, où il dribble quatre joueurs avant d'ajuster le gardien. Chose notable, sur les 12 buts de sa saison 2013-2014, 7 ont été marqués en dehors de la surface.
Le 11 août 2014, il signe un contrat au Standard de Liège pour une durée de cinq ans. Mais sa première saison est décevante, et il fait savoir ses désirs de revenir en France.
Le 20 juillet 2015, il est transféré au Stade Malherbe de Caen contre une indemnité estimée à un peu plus d'un million d'euros. Il y signe un contrat de quatre saisons. Il inscrit son premier but avec Caen lors de la 6e journée face à Montpellier à l'ultime seconde de la fin du match. C'est également son premier but en Ligue 1. Début janvier 2018 en manque d’en jeu et des problèmes avec l’entraineur caennais Patrice Garande il est prêté pour 6 mois à L’US Quevilly Rouen mais ne peut sauver le club de la relégation.
Le 15 novembre 2018, en raison de ses sérieuses blessures aux deux genoux, il résilie son contrat d'un commun accord avec le SM Caen.

## Condamnations judiciaires
En 2017, Jeff Louis est condamné par le tribunal correctionnel de Caen à 5 000 € d'amende et 2 mois de prison avec sursis pour défaut de permis de conduire, d'assurance et outrage à agent détenteur de l'autorité.
Au mois de mai 2018, il est contrôlé à très grande vitesse et se voit retirer son permis pour 6 mois.
Le 6 juillet 2018, il est de nouveau contrôlé, cette fois sans permis dans les rues de Caen. Le 19 septembre 2018, il est condamné à 40 000 € d'amende, un mois de prison ferme et une révocation de son sursis.

## Statistiques
| Saison                | Club                     | Championnat           | Championnat | Championnat | Coupe(s) nationale(s) | Coupe(s) nationale(s) | Compétition(s) continentale(s) | Compétition(s) continentale(s) | Compétition(s) continentale(s) | Total | Total |
| Saison                | Club                     | Division              | M.          | B.          | M.                    | B.                    | Comp.                          | M.                             | B.                             | M.    | B.    |
| 2010-2011             | Le Mans FC               | Ligue 2               | 6           | 1           | -                     | -                     | -                              | -                              | -                              | 6     | 1     |
| 2011-2012             | Le Mans FC               | Ligue 2               | 26          | 1           | 4                     | 0                     | -                              | -                              | -                              | 30    | 1     |
| Sous-total            | Sous-total               | Sous-total            | 32          | 2           | 4                     | 0                     | -                              | -                              | -                              | 36    | 2     |
| 2012-2013             | AS Nancy-Lorraine        | Ligue 1               | 13          | 0           | 4                     | 0                     | -                              | -                              | -                              | 17    | 0     |
| 2013-2014             | AS Nancy-Lorraine        | Ligue 2               | 29          | 12          | 1                     | 1                     | -                              | -                              | -                              | 30    | 13    |
| 2014-2015             | AS Nancy-Lorraine        | Ligue 2               | 1           | 0           | -                     | -                     | -                              | -                              | -                              | 1     | 0     |
| Sous-total            | Sous-total               | Sous-total            | 43          | 12          | 5                     | 1                     | -                              | -                              | -                              | 48    | 13    |
| 2014-2015             | Standard de Liège        | Jupiler Pro League    | 24+3        | 3+0         | 1                     | 0                     | C1+C3                          | 2+5                            | 0+0                            | 35    | 3     |
| Sous-total            | Sous-total               | Sous-total            | 27          | 3           | 1                     | 0                     | -                              | 7                              | 0                              | 35    | 3     |
| 2015-2016             | SM Caen                  | Ligue 1               | 18          | 1           | 1                     | 0                     | -                              | -                              | -                              | 19    | 1     |
| 2016-2017             | SM Caen                  | Ligue 1               | 5           | 0           | -                     | -                     | -                              | -                              | -                              | 5     | 0     |
| 2017-2018             | SM Caen                  | Ligue 1               | -           | -           | 1                     | 0                     | -                              | -                              | -                              | 1     | 0     |
| Sous-total            | Sous-total               | Sous-total            | 23          | 1           | 2                     | 0                     | -                              | -                              | -                              | 25    | 1     |
| 2017-2018             | US Quevilly-Rouen (prêt) | Ligue 2               | 4           | 1           | -                     | -                     | -                              | -                              | -                              | 4     | 1     |
| Sous-total            | Sous-total               | Sous-total            | 4           | 1           | -                     | -                     | -                              | -                              | -                              | 4     | 1     |
| Total sur la carrière | Total sur la carrière    | Total sur la carrière | 129         | 19          | 12                    | 1                     | -                              | 7                              | 0                              | 148   | 20    |